# Villiersfaux
Villiersfaux är en kommun i departementet Loir-et-Cher i regionen Centre-Val de Loire i de centrala delarna av Frankrike. Kommunen ligger i kantonen Vendôme 2e Canton som tillhör arrondissementet Vendôme. År 2022 hade Villiersfaux 246 invånare.

## Befolkningsutveckling
Antalet invånare i kommunen Villiersfaux
| Referens: INSEE |